# Synagogue de Madrid
La synagogue Beth Yaacov de Madrid est la première construite en Espagne depuis l'expulsion des juifs en 1492. Elle est située rue de Balmes dans le district de Chamberí.
L'émigration des Juifs séfarades d'Afrique du nord dans les années 1960 ramène des Juifs en Espagne où, pour la première fois depuis 1492, est construite une nouvelle synagogue qui est officiellement inaugurée à Madrid le 16 décembre 1968 (la première synagogue Midrás Abarbanel avait été établie en 1917) alors même que la liberté religieuse n'y avait été autorisée qu'un an auparavant. 500 ans après l'expulsion des juifs d'Espagne, le roi et la reine d'Espagne y participèrent à une cérémonie du souvenir le 31 mars 1992. 

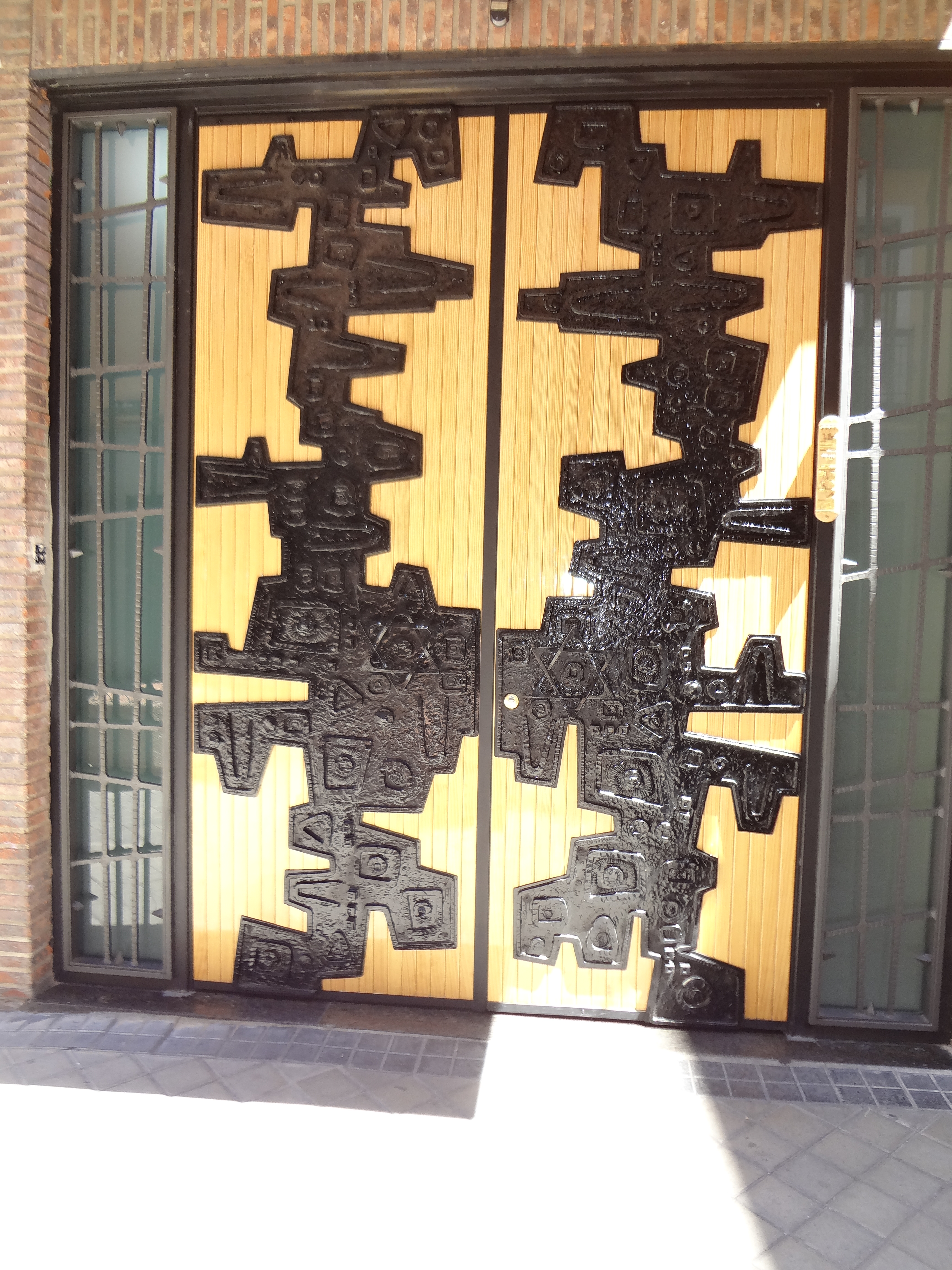
La Synagogue en 2014

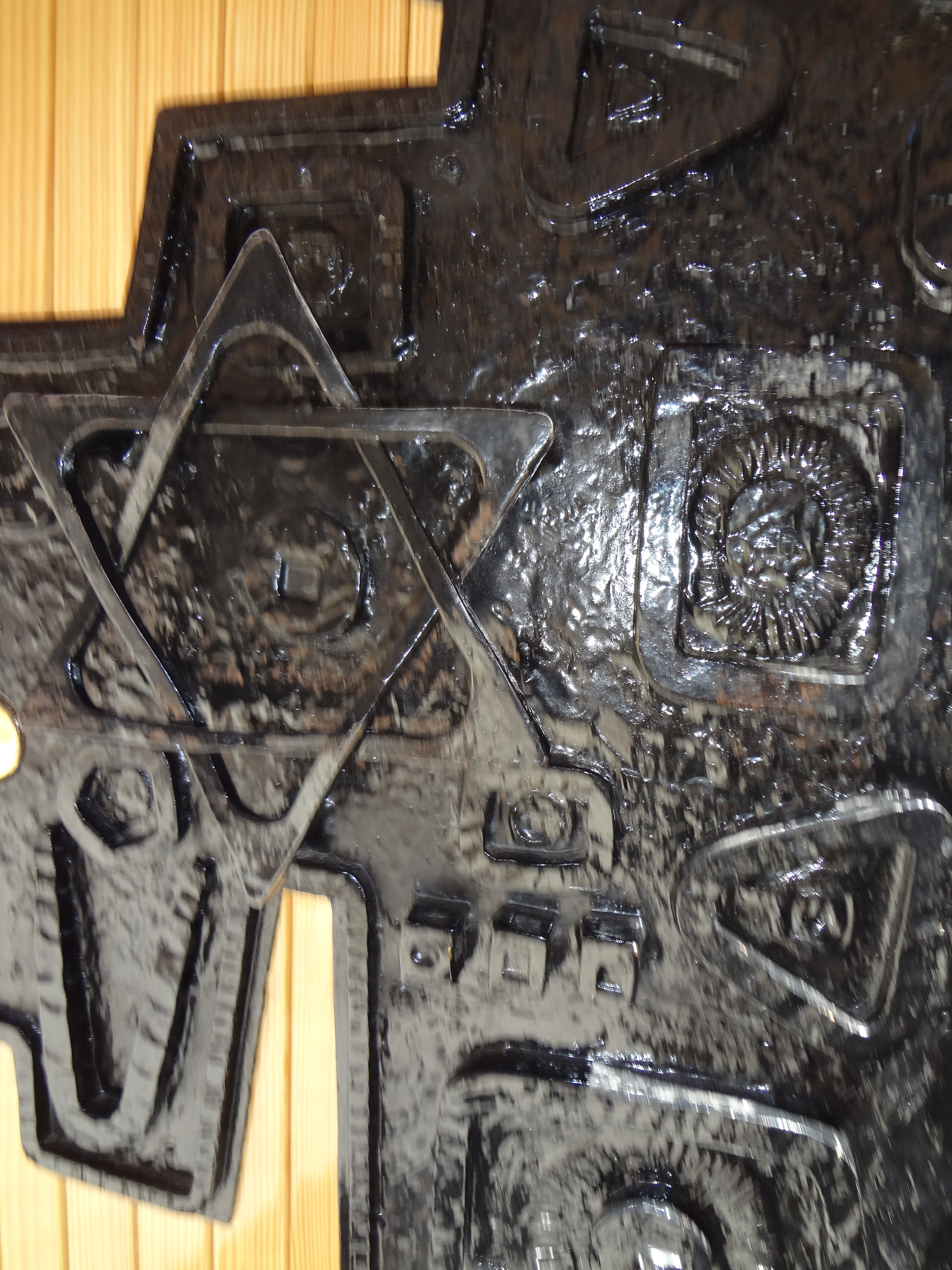
La Synagogue en 2014